# Łódź Olechów
Łódź Olechów – stacja towarowa w łódzkiej dzielnicy Widzew, w obrębie łódzkiej kolei obwodowej. Jeden z największych w Polsce kolejowych terminali towarowych.

## Historia
Wybudowany przez Niemców (rękami Żydów z łódzkiego getta), od początku swojego funkcjonowania należał do największych dworców towarowych w Europie. Początkowo w skład kompleksu, prócz parowozowni, wieży wodnej (już nieczynnej) i szeregu budynków administracyjno-magazynowych, wchodził również przystanek osobowy – jego likwidacja nastąpiła w roku 1960.
Na początku lipca 1945 kilka band czerwonoarmistów z dwóch pociągów stojących na stacji dokonało zbrojnej napaści na okoliczne wsie (Zalesie, Feliksin, Hutę Szklaną, jak również sam Olechów). Łupem padł dobytek mieszkańców, którzy chowali się w miejscowych lasach.
Na terenie stacji funkcjonowało do pierwszej połowy lat 80. XX wieku kino „Kolejarz”.